# Quảng Hải, Ba Đồn
Quảng Hải là một xã cũ thuộc thị xã Ba Đồn, tỉnh Quảng Bình, Việt Nam.

## Địa lý
Xã Quảng Hải nằm ở phía bắc thị xã Ba Đồn, có vị trí địa lý:
- Phía đông giáp phường Quảng Phong
- Phía tây giáp xã Quảng Trung
- Phía nam giáp các xã Quảng Tân và Quảng Lộc
- Phía bắc giáp huyện Quảng Trạch.

Xã Quảng Hải có diện tích 4,33 km², dân số năm 2019 là 3.072 người, mật độ dân số đạt 723 người/km².

## Hành chính
Xã Quảng Hải được chia thành 6 thôn: Tân Đông, Tân Thượng, Vân Bắc, Vân Trung, Vân Nam, Vân Đông.

## Lịch sử
Trước đây, xã Quảng Hải thuộc huyện Quảng Trạch.
Từ ngày 20 tháng 12 năm 2013, xã trực thuộc thị xã Ba Đồn như hiện nay.
Ngày 16 tháng 6 năm 2025, Ủy ban Thường vụ Quốc hội ban hành Nghị quyết số 1680/NQ-UBTVQH15 về việc sắp xếp các đơn vị hành chính cấp xã của tỉnh Quảng Trị năm 2025. Theo đó, sắp xếp toàn bộ diện tích tự nhiên, quy mô dân số của các phường Quảng Phong, phường Quảng Long, phường Ba Đồn, xã Quảng Hải thành phường mới có tên gọi là phường Ba Đồn.